# Araignée d'azimut
Une araignée d’azimut est un cadran solaire pourvu d’un mât fixé verticalement sur un cadran horizontal. Des lignes d’heures de forme ondulante émanent de la base du mât, rappelant les pattes d’une araignée assise à cet endroit.

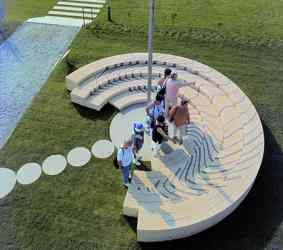
Araignée d’azimut horizontale donnant CET (avec compensation de l’équation du temps), cadran sur quatre niveaux (un pour chaque saison).

Araignée d'azimut verticale (matin seulement) donnant le temps solaire vrai. La partie intérieure et la bande extérieure forment un cadran canonial.

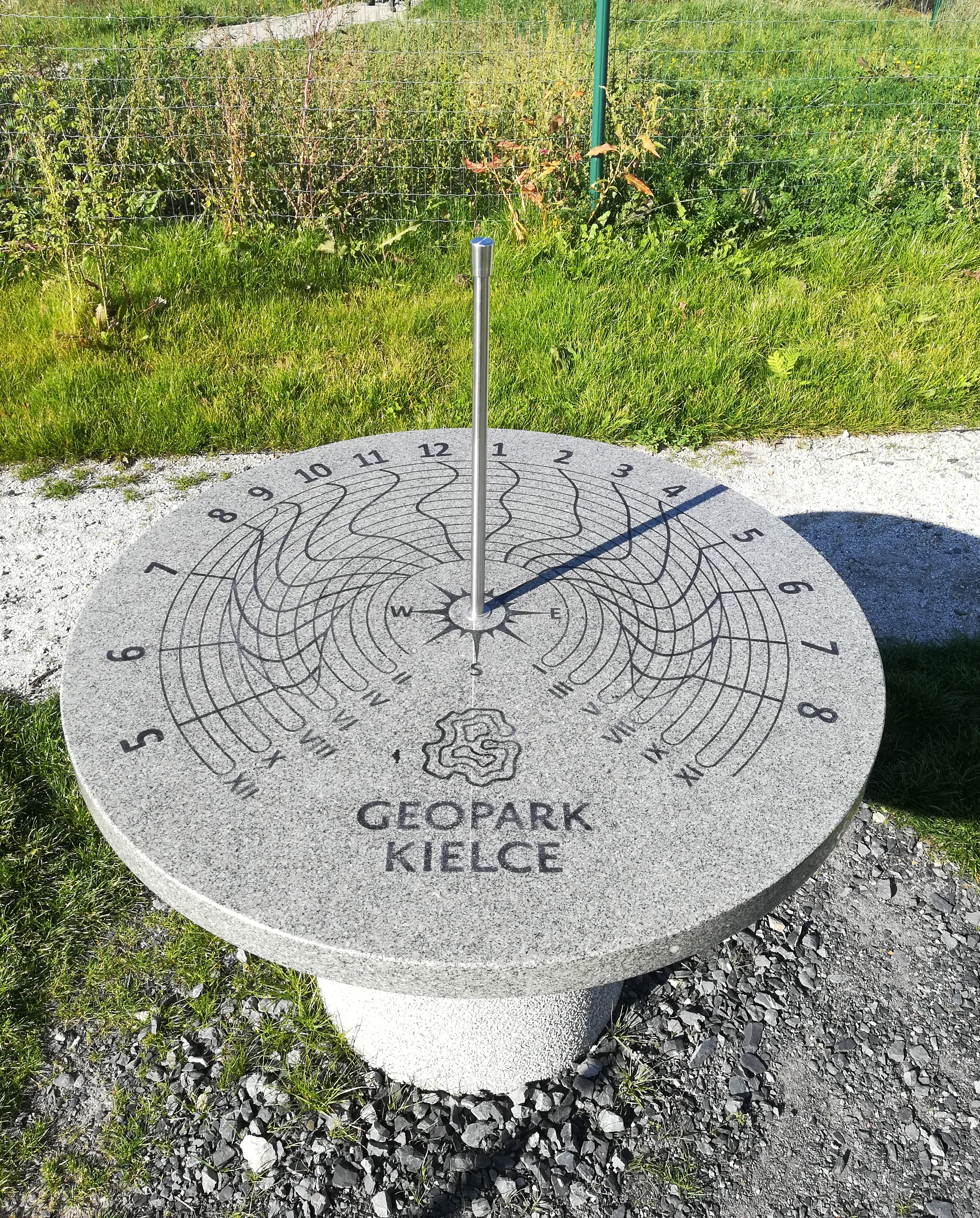
Araignée d’azimut horizontale du Geopark de Kielce en Pologne

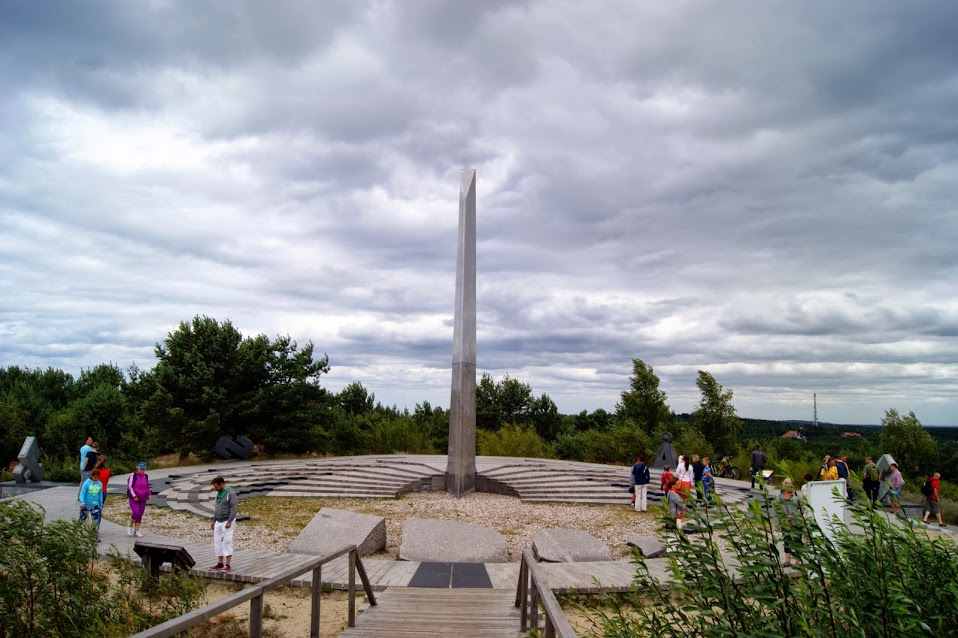
Araignée d’azimut monumentale dominant la dune de Parnidis en Lituanie, et donnant le temps solaire vrai.

Le cadran horizontal et le style vertical – ou « droit » – constituent un cadran azimutal. La direction de l'ombre est à l’opposé de l’azimut solaire, par exemple au nord si le soleil est au sud. L’azimut et la hauteur solaires varient en fonction de l’heure de la journée, mais seul l’azimut est utilisé ici, en ne lisant qu’un seul point de l’ombre du style. Comme l’azimut solaire dépend à la fois de l’angle horaire et de l’angle de déclinaison du soleil, le cadran est généralement pourvu de cercles concentriques étiquetés avec la valeur de la déclinaison ou la date correspondante dans l’année. L’heure du jour est lue à l’endroit où l’ombre du style croise le cercle correspondant à la date actuelle. Il faut effectuer une interpolation bidimensionnelle, à la fois entre deux lignes horaires adjacentes et entre deux cercles de date adjacents. Le tracé du cadran est établi pour la latitude géographique à laquelle il est installé.
Pour afficher le temps solaire vrai, les cercles de date peuvent être utilisés pour deux dates annuelles, car la déclinaison du soleil a la même valeur deux fois par an. Une telle araignée d’azimut a probablement été fabriquée par Gerbert von Aurillac - qui devint plus tard le pape Sylvestre II.
Les araignées d’azimut peuvent également être conçues sans grande difficulté supplémentaire pour indiquer le temps solaire moyen ou l’heure légale (par exemple, CET). Dans ce cas, le nombre de cercles de dates doit être deux fois plus élevé, car la valeur de l’équation du temps n’est pas symétrique entre les deux moitiés de l’année. Les lignes des heures rappellent particulièrement clairement les pattes d’araignée en raison de leurs multiples courbes (photo de gauche).
Les araignées d’azimut peuvent également être réalisés avec un cadran vertical et une barre d’ombre horizontale. Ce sont des cadrans canoniaux améliorés (photo en haut à droite).